# Felix Belczyk
Felix Belczyk (Calgary, 11 agosto 1961) è un ex sciatore alpino canadese.

## Biografia
Specialista delle prove veloci originario di Castlegar e attivo subito dopo l'epoca dei Crazy Canucks, in Coppa del Mondo Belczyk ottenne il primo risultato di rilievo il 17 gennaio 1986 sulla Streif di Kitzbühel, dove giunse 4º in discesa libera, e due anni dopo, 25 gennaio 1988 a Leukerbad, conquistò l'unico successo di carriera, in supergigante. Ai XV Giochi olimpici invernali di Calgary 1988, sua prima presenza olimpica, si classificò 18º nella discesa libera, 19º nel supergigante e non completò la combinata.
Il 17 marzo 1990 a Åre salì per la seconda e ultima volta sul podio in Coppa del Mondo, piazzandosi 3º in discesa libera alle spalle del norvegese Atle Skårdal e dell'austriaco Helmut Höflehner; ai XVI Giochi olimpici invernali di Albertville 1992, sua ultima presenza olimpica, si classificò nuovamente 18º nella discesa libera e non completò la combinata e il suo ultimo piazzamento in carriera fu il 16º posto ottenuto nella discesa libera di Coppa del Mondo disputata il 14 marzo dello stesso anno ad Aspen. Non ottenne piazzamenti ai Campionati mondiali.

## Palmarès

### Coppa del Mondo
- Miglior piazzamento in classifica generale: 19º nel 1988
- 2 podi (1 in discesa libera, 1 in supergigante):
  - 1 vittoria (in supergigante)
  - 1 terzo posto

#### Coppa del Mondo - vittorie
| Data            | Località  | Paese    | Specialità |
| --------------- | --------- | -------- | ---------- |
| 25 gennaio 1988 | Leukerbad | Svizzera | SG         |

Legenda:

SG = supergigante

### Campionati canadesi
- 2 medaglie (dati parziali)[1]:
  - 2 ori (supergigante nel 1989; discesa libera nel 1990)